# مدرسة الخليج الهندية
مدرسة الخليج الهندية هي مدرسة هندية دولية تقع في منطقة الفحيحيل، الكويت. تأسست المدرسة في عام 1993. تدرس الفئات العمرية من الإبتدائية إلى المتوسطة. المدرسة معترف بها من قبل وزارة التربية والتعليم في الكويت وهي عضو في المجلس المركزي للتعليم الثانوي للإتحاد الهندي (CBSE).

## اللغات
تجرى الدروس باللغة الإنجليزية كلغة إلزامية؛ الهندية كلغة ثانية إجبارية الفرنسية كلغة ثانية اختيارية والعربية كلغة ثالثة من الصف الثاني إلى الصف التاسع.

## الروابط الخارجية
1. ↑  احتفال، صورة. نسخة محفوظة 23 ديسمبر 2015 على موقع واي باك مشين.
2. ↑  المنهج، مدرسة الخليج الهندية. نسخة محفوظة 15 يونيو 2017 على موقع واي باك مشين.

- الموقع الرسمي
- زوجة السفير الهندي غارغي جين: التعريف بالتراث الهندي الثقافي ومختلف الحرف اليدوية
- Embassy of India, Kuwait